# Жадан Іван Данилович
Іва́н Дани́лович Жада́н (22 вересня 1902, Луганськ — 15 лютого 1995, Круз-Бей, Сент-Джон, Американські Віргінські Острови, США) — російський оперний співак (ліричний тенор). Соліст Великого театру СРСР (1927—1941). Заслужений артист РРФСР (1937).

## Життєпис
Народився 22 вересня 1902 року у Луганську в родині робітника. Навчався на коваля, працював на заводі.
1923 року вступив у Музичний технікум при Московській консерваторії у клас Марії Дейші-Сіоницької.
1927 року вступає до Оперної студії Великого театру, яку очолював К. С. Станіславський. Перемігши у конкурсі тенорів серед 40 претендентів, став солістом Великого театру СРСР (працював тут до 1941 року).
Іван Жадан вважався одним із кращих ліричних тенорів довоєнного періоду в СРСР.
1941 року був схоплений німцями на дачі у селі Маніхіно Московської області під час несподіваного прориву вермахту. Деякий час співав з хором армії Власова. Пізніше переїхав до США, мав декілька концертів у Карнегі-холлі, але через бойкот з боку американських імпресаріо, кар'єра оперного співака не склалася. Тож він разом із дружиною оселився на острові Сент-Джон у Карибському морі.
У серпні 1992 року відвідав Москву. Помер 15 лютого 1995 року у місті Круз-Бей (західна частина острову Сент-Джон, Американські Віргінські Острови).

## Партії
- Ленський («Євгеній Онєгін» Петра Чайковського).
- Володимир («Дубровський» Едуарда Направника).
- Юродивий («Борис Годунов» Мусоргського).
- Альмавіва («Сивільський цилульник» Россіні).
- Фауст («Фауст» Гуно).
- Вертер («Вертер» Массне).

У камерному репертуарі співака були твори російських та іноземних композиторів, а також українські народні пісні. Гастролював за кордоном (Туреччина та ін.).
Записав декілька платівок у СРСР та (після свого вивезення) в Німеччині та Чехословаччині (на фірмі «Polydor»).